# Wang (rivière)
Ne doit pas être confondu avec Wang Thong.
La Wang (thaï : วัง) est une rivière du nord de la Thaïlande.

## Géographie
La Wang, longue de 335 km, coule vers le sud. Elle arrose successivement les villes de Lampang et Tak, où elle se jette dans la Ping, un des deux principaux tributaires de la Chao Phraya.

### Affluents
La Wang a pour affluents la Mo, la Tui, la Chang (Nam Mae Chang) et la Soi.

### Bassin versant
Le bassin de la Wang appartient au grand bassin versant de la Ping et de la Chao Phraya. Avec celui de ses affluents, sa surface est de 10 792 km2.